# Sabina Grzimek
Sabina Grzimek (* 12. November 1942 in Rom) ist eine deutsche Bildhauerin.

## Leben
Sabina Grzimek ist das älteste Kind des Bildhauers Waldemar Grzimek und der Malerin und Keramikerin Christa von Carnap. Das Paar hatte am 17. September 1941 in Berlin-Schöneberg geheiratet. Sabina wurde 1942 in Rom geboren; ihr Vater hatte 1942 den Rompreis erhalten und verbrachte einen Studienurlaub in der Villa Massimo. Ihr Bruder, der spätere Keramiker Tomas Grzimek, kam 1948 in Berlin zur Welt.
Ihre Eltern ließen sich 1951 scheiden. Ihre Mutter heiratete 1953 den Bildhauer Fritz Cremer und zog mit der elfjährigen Sabina und dem fünfjährigen Thomas zu ihm nach Berlin-Pankow. Christa und Fritz Cremer bekamen 1954 eine Tochter, Sabinas erste Halbschwester Katrine Cremer.
Sabina Grzimeks Vater Waldemar Grzimek lebte ab dem 13. August 1961, dem Tag des Mauerbaus, in Westberlin und heiratete dort die Ärztin Lydia Schumann. Das Paar bekam 1964 eine Tochter, die spätere Bildhauerin Jana Grzimek, Sabinas Halbschwester.
Sabina Grzimek war von 1973 bis 1979 mit dem Restaurator Peter Schwarzbach (* 1944) verheiratet. Sie hat einen Sohn Anton (* 1975) und eine Tochter Anna (* 1979).
Sabina Grzimek absolvierte 1961 bis 1962 ein praktisches Jahr an der Porzellanmanufaktur Meißen. Von 1962 bis 1967 studierte sie Bildhauerei an der Kunsthochschule Berlin-Weißensee. Anschließend lebte und arbeitete Sabina Grzimek bis 1969 als freischaffende Bildhauerin, Malerin und Grafikerin in Berlin-Prenzlauer Berg. Von 1969 bis 1972 war sie Meisterschülerin an der Akademie der Künste Berlin bei Fritz Cremer. Ab 1972 lebte und arbeitete sie als freischaffende Künstlerin in dem Erkner-Schönschornstein.
Von 1997 bis mindestens 2006 war Sabina Grzimek Gastdozentin an der privaten Höheren Berufsfachschule Grafik-Design-Schule Anklam.

## Darstellung Sabina Grzimeks in der bildenden Kunst
- Gabriele Mucchi: Porträt Sabine Grzimek (1971, Öl, 70 × 50 cm)[6]

## Fotografische Darstellung Sabine Grzimeks
- Christian Borchert: Die Bildhauerin und Grafikerin Sabine Grzimek in ihrer Wohnung (1976)[7]
- Roger Melis: Sabine Grzimek (1989)[8]

## Museen und öffentliche Sammlungen mit Werken Sabina Grzimeks (unvollständig)
- Altenburg/Thür.: Lindenau-Museum
- Berlin: Kupferstichkabinett
- Berlin: Neue Nationalgalerie
- Berlin: Artothek im Deutschen Bundestag
- Berlin: Artothek der Zentral- und Landesbibliothek[9]
- Berlin: Kunstsammlung des Bezirks Pankow

## Werk
Sabina Grzimek schuf eine große Anzahl an Skulpturen aus Bronze, Gips, Terrakotta und Ton und Druckgrafiken, die in ihren zahlreichen Ausstellungen gezeigt wurden und werden. Im Berliner Stadtteil Prenzlauer Berg steht Grzimeks Skulptur Junge aus der Marienburger Straße (1968–1970), in Berlin-Lichtenberg Mutter mit Kind (1984). Die einst vor dem Alten Museum im Berliner Lustgarten ausgestellte Skulptur Stehende und liegende Gruppe (1980–1985) befindet sich heute auf dem Lützowplatz in Berlin-Tiergarten, dem ehemaligen Sitz der Galerie Eva Poll. Ferner stammt das Denkmal vor dem Gerhart-Hauptmann-Museum Erkner (1992) und die Weinheimer Reiterin (1996) von ihr. Einige Grafiken und Malereien gehören ebenfalls zum Werk von Sabina Grzimek.
Zu ihren Auszeichnungen gehören der Gustav-Weidanz-Preis (1972), der Käthe-Kollwitz-Preis (1983), der Preis des Kunstfördervereins Weinheim (1994) und der Ernst-Rietschel-Kunstpreis der Stadt Pulsnitz (1996). Am 26. Juni 2011 wurde Sabina Grzimek in Anwesenheit des Ministerpräsidenten des Landes Brandenburg, Matthias Platzeck, im Schloss Neuhardenberg der Brandenburgische Kunstpreis verliehen, den die Märkische Oderzeitung in Kooperation mit der Stiftung Schloss Neuhardenberg ausgeschrieben hat. Zum siebzigsten Geburtstag der Künstlerin wurde im November 2012 auf dem Garnisonkirchplatz in Berlin-Mitte eine erste Figur aus Grzimeks Gruppe Sieben Gesten des aufrechten Gangs aufgestellt.

### Galerie

Werke von Sabina Grzimek
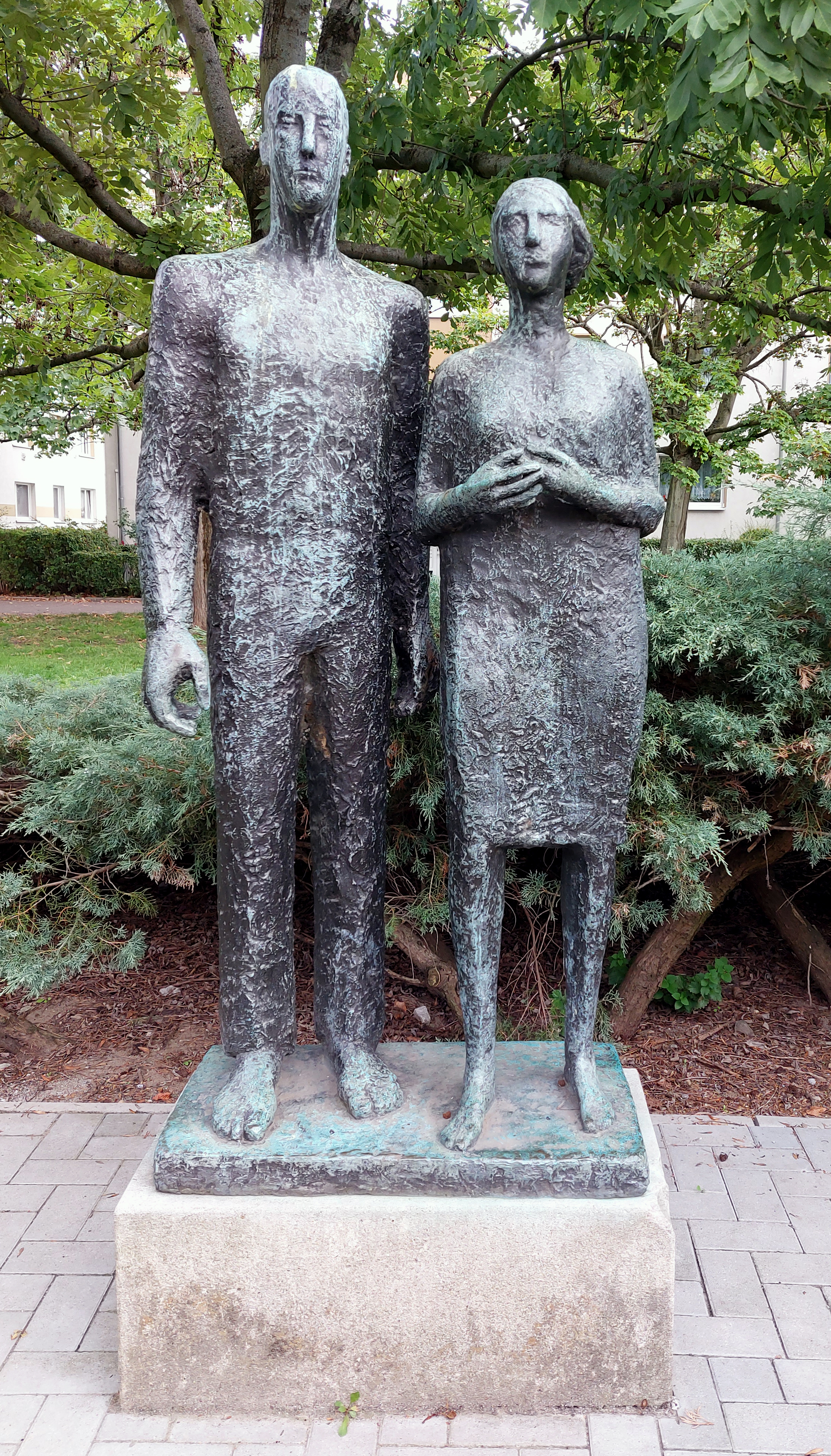
Stehendes Paar (1968)
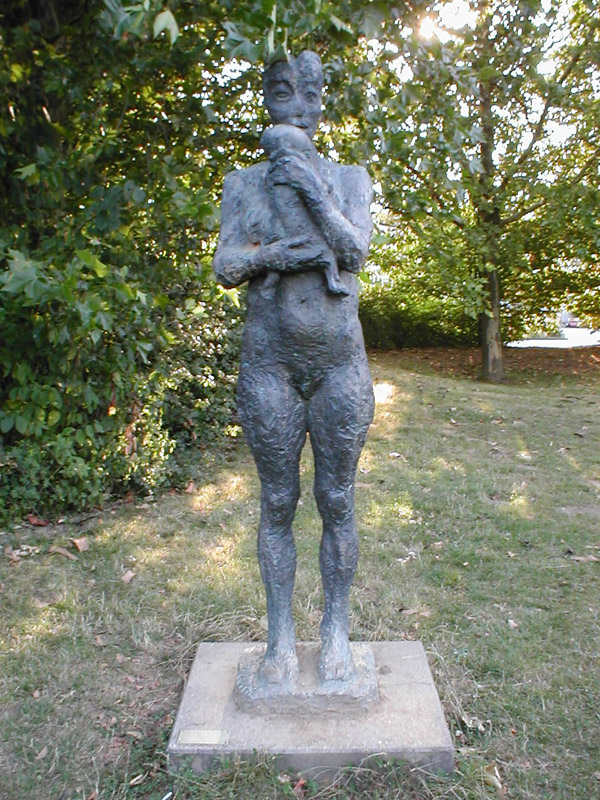
Mutter und Kind in Heilbronn (1981)
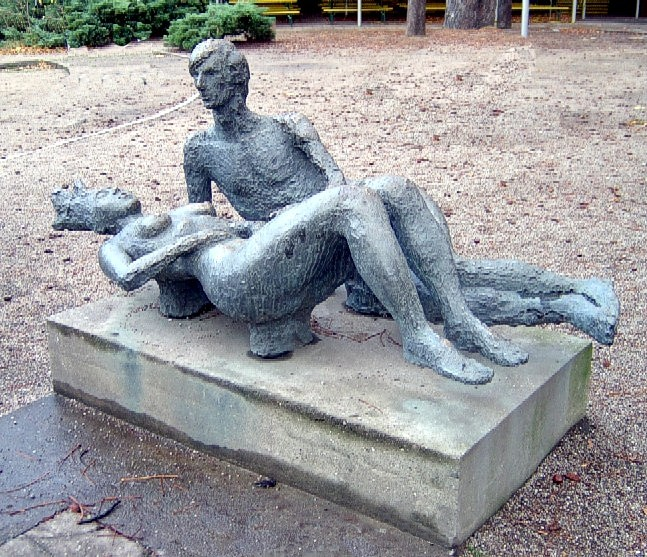
Liegendes Paar (1981)
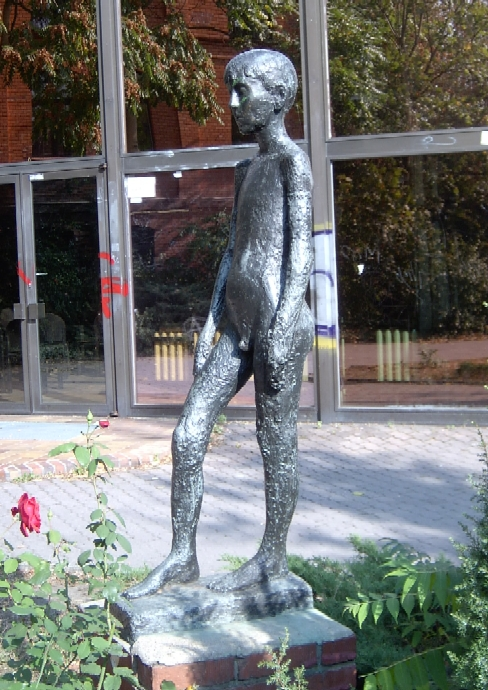
Bronze Junge aus der Marienburger Straße (1983/84)
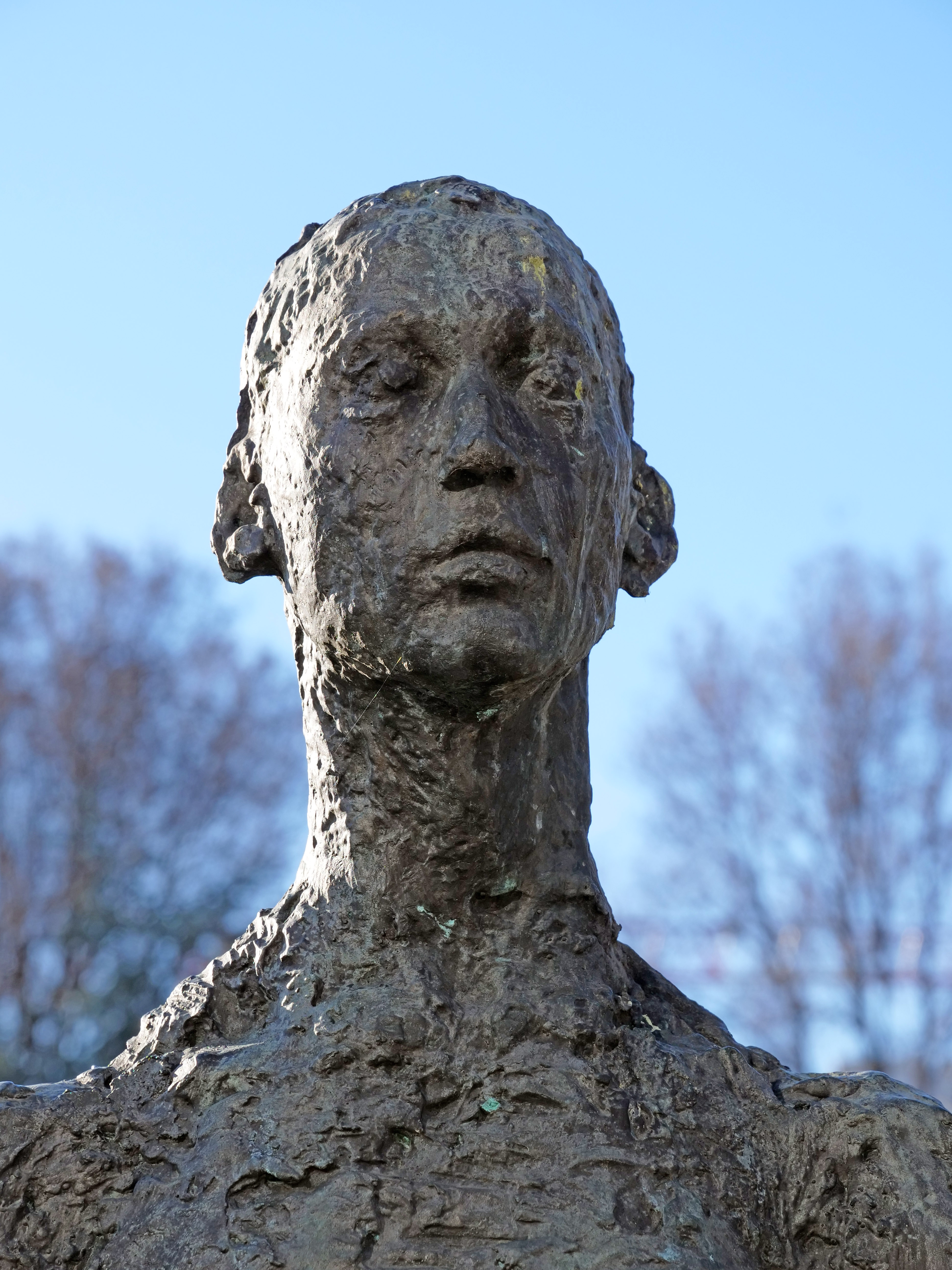
Detail aus Stehende und liegende Gruppe (1980–85)

### Druckgrafik (Auswahl)
- Paar (1978, Lithografie, 41 × 26 cm, Blatt 5 der von der Galerie am Prater herausgegebenen Mappe Nachbarn)[12]
- Berlin, nächtliche Straße (vor 1988, Holzschnitt in Rot, mit Goldbronze bemalt, 27,5 × 30,8 cm; u. a. im Kupferstichkabinett Berlin)
- Hoffnung ’89 (1989, Siebdruck über Lithografie, 26,1 × 32,9 cm; Blatt 5 der von Peter Röske und Ekkehard Hellwich 1991 herausgegebenen Mappe Hommage. In Memoriam Christa Böhme)[13]

## Ausstellungen (unvollständig)
- 1970 Staatliche Galerie Moritzburg, Halle (mit Rolf Händler)
- 1975 Winckelmann-Museum, Stendal (mit Peter Graf)
- 1979 Leonhardimuseum, Dresden
- 1980 Galerie im Alten Museum, Berlin
- 1983 Steirischer Herbst, Kulturzentrum bei den Minoriten, Graz, Österreich
- 1988 Galerie Döbele, Ravensburg
- 1988 Burg Beeskow, Beeskow
- 1990 Galerie der Berliner Festspiele, Berlin (mit Stefan Reichmann und Anatol Erdmann)
- 1991 Kunstverein Weissensee, Berlin (mit Hans Scheib)
- 1991 Galerie Oder-Form, Berlin
- 1991/92 „Käthe-Kollwitz-Preisträger“, Käthe Kollwitz Museum, Köln
- 1991/92 Städtisches Museum, Wesel
- 1992 „Zeichnungen“, Kunstmuseum Basel (mit Dieter Goltzsche, Peter Graf, Claus Weidensdorfer, Gerhard Altenbourg)
- 1992 Galerie Poll, Berlin
- 1992 Nationalgalerie, Berlin
- 1997 Kunstgussmuseum Lauchhammer
- 1997 Galerie Zunge, Berlin
- 1997 Galerie M, Berlin
- 1998 Galerie S, Schleswig
- 1998 Galerie Kasten, Mannheim
- 1998 Burg Beeskow, Beeskow
- 1998 „Hommage à Waldemar Grzimek“, Galerie Poll, Berlin
- 1998 „Intermezzo III“, Galerie Poll, Berlin
- 2000 Kunsthalle Anklam
- 2000 „Augenblicke“, Galerie Eva Poll, Kunststiftung Poll, Berlin
- 2000 Benz, Kunstkabinett
- 2000 Usedom Norden, Kunsthaus
- 2001 Galerie Z, Paris
- 2001 Galerie im Brecht-Haus, Berlin-Weißensee
- 2002 Künstlerhof Buch, Alt-Buch
- 2002 Zentrum Bildende Kunst Neubrandenburg
- 2003 Städtisches Museum, Heilbronn
- 2004 „Wintersalon“, Künstler der Galerie, Galerie Poll, Berlin
- 2007 Galerie Poll, Berlin (mit Wolfgang Petrick)
- 2010 Werkausstellung der Künstlerin im Helios Klinikum Berlin-Buch zwischen dem 15. April und dem 11. Juli, organisiert von der Galerie am Gendarmenmarkt[14], außerdem schuf Sabina Grzimek die Bronze-Skulptur von Mildred Scheel für das Nationale Centrum für Tumorerkrankungen (NCT) Heidelberg (Höhe 2,40 m), die Aufstellung erfolgte am 12. Mai 2010
- 2011 Optisches Museum, Jena
- 2011 „Realismus als Methode - Sechs Berliner Bildhauer: Fritz Cremer, Sabina Grzimek, Waldemar Grzimek, Emerita Pansowová, Hans Scheib, Genni/Jenny Mucchi-Wiegmann“, Galerie Poll, Berlin
- 2011 „Sabina Grzimek. Skulpturen und Bilder“, Jenaer Kunstverein
- 2012 „Sabina Grzimek. Figuren, Bilder und Zeichnungen“, Galerie Poll, Berlin
- 2017 Sabina Grzimek „Aus den Zeiten“ | Radierungen und Übermalungen, Galerie Pankow, Berlin
- 2024 Galerie Poll, Berlin. „Menagerie“, mit Peter Herrmann, Ralf Kerbach, Heidrun Rueda und Hans Scheib